# Trakt Czujski
Droga federalna R256 «Trakt Czujski» (ros. Федера́льная автомоби́льная доро́га «Чу́йский тракт») – droga federalna na terenie Rosji. Zaczyna się w Nowosybirsku, gdzie łączy się z drogami nr R254 kierującą się na zachód i R255 na wschód, kierując się na południe. Południowa część o długości 510 km zwana Traktem Czujskim jest typową drogą górską przebiegającą przez góry Ałtaju stromymi dolinami wzdłuż rzek Katuń oraz Czuji. Droga na całej długości asfaltowa w dobrym stanie.
Do końca 2017 roku obowiązywał także numer M52, zaś obecny został nadany w związku ze zmianą numeracji dróg w Rosji.

## Drogi międzynarodowe
Trakt na całej długości jest częścią trasy azjatyckiej AH4.

## Miejscowości leżące na trasie R256
- Nowosybirsk – połączenie z R254 i R255
- Barnauł
- Bijsk
- Gorno-Ałtajsk
- Taszanta – Przejście graniczne z Mongolią jest ogólnodostępne, jednakże przekraczać je mogą wyłącznie osoby zmotoryzowane oraz poruszające się rowerami. Nie jest obsługiwany ruch pieszy.

## Miejscowości według kilometrażu
Obwód nowosybirski
0 km – Nowosybirsk
37 km – Bierdsk
52 km – Iskitim
99 km – Czeriepanowo
Kraj Ałtajski
151 km – Talmenka
217 km – Nowoałtajsk (12km od Barnauł)
290 km – Troitskoje
364 km – Bijsk
Republika Ałtaju
453 km – Majma (5 km od Gorno-Ałtajsku)
511 km – Усть-Сема
530 km – Черга
564 km – Szebalino
629 km – Tuekta
652 km – Ongudaj
722 km – Inya – most przez rzekę Katuń
803 km – Chibit
911 km – Kosz-Agacz
961 km – Taszanta